# Art nouveau au Luxembourg
Cet article recense les édifices de style Art nouveau sur le territoire du Grand-Duché de Luxembourg.
Au début du XXe siècle, l'art nouveau luxembourgeois s'est largement inspiré des styles en vigueur chez ses trois voisins : l'Art nouveau belge floral ou géométrique, le Jugendstil allemand ou encore l'école de Nancy.

## Liste des réalisations de style Art nouveau
Cette liste non exhaustive reprend les réalisations de style Art nouveau ou en contenant certains éléments.

### Luxembourg-Ville
- no 17 Rue Goethe,  Villa Clivio, architecte Mathias Martin, 1908
- no 25 Rue Goethe
- no 10, Rue du Curé
- no 5, Place d'Armes
- no 83, Grand Rue, galerie commerciale réalisée en fonte, fer forgé et verre et inspirée par l'immeuble Old England de Bruxelles
- no 72, Boulevard de la Pétrusse, Immeuble Streckeisen, 1907
- no 23, Boulevard de la Grande-Duchesse Charlotte
- no 60, Route d'Esch, architecte Georges Traus
- nos 28, 30, 32 et 34, avenue Pasteur

### Esch-sur-Alzette
- no 4, Rue de l'Alzette (style : école de Nancy)
- no 61, Rue de l'Alzette
- no 67, Rue de l'Alzette
- no 96, Rue de l'Alzette
- no 18, Rue de la Libération
- no 33, Rue de la Libération
- no 65, Rue Zénon Bernard, Maison Meder, architecte Olivio Moise, 1907

### Mondorf-les-Bains
- no 8, Avenue des Bains, architecte Eugène Fichefet, 1901
- no 12, Avenue des Bains, architecte Eugène Fichefet, 1901
- no 16, Avenue des Bains, architecte Eugène Fichefet, 1901
- no 30, Avenue des Bains
- no 46, Avenue François Clément
- no 48, Avenue François Clément

### Rumelange
- no 3-5, Rue des Martyrs, ancienne gendarmerie

## Galerie photos

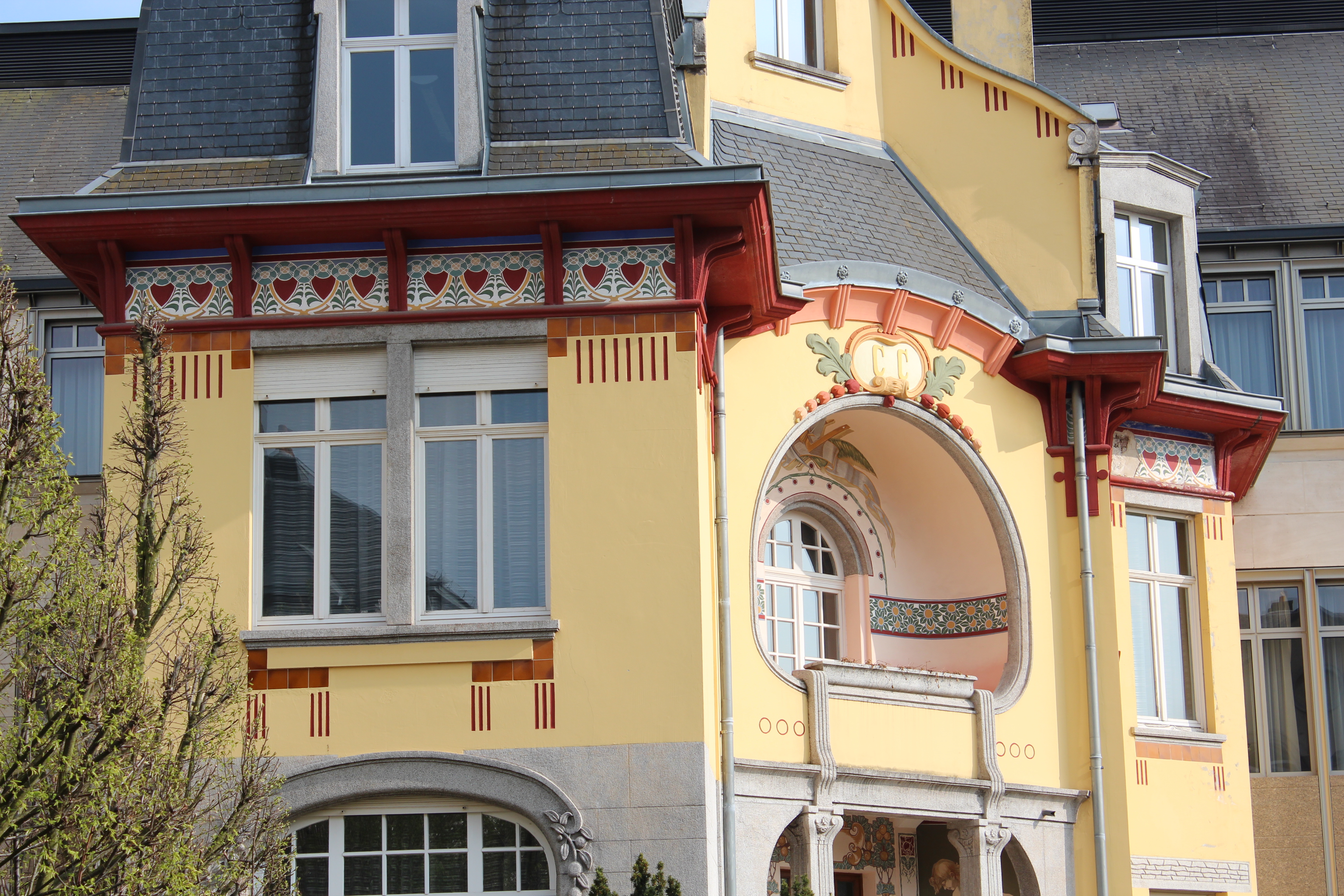
Villa Clivio à Luxembourg
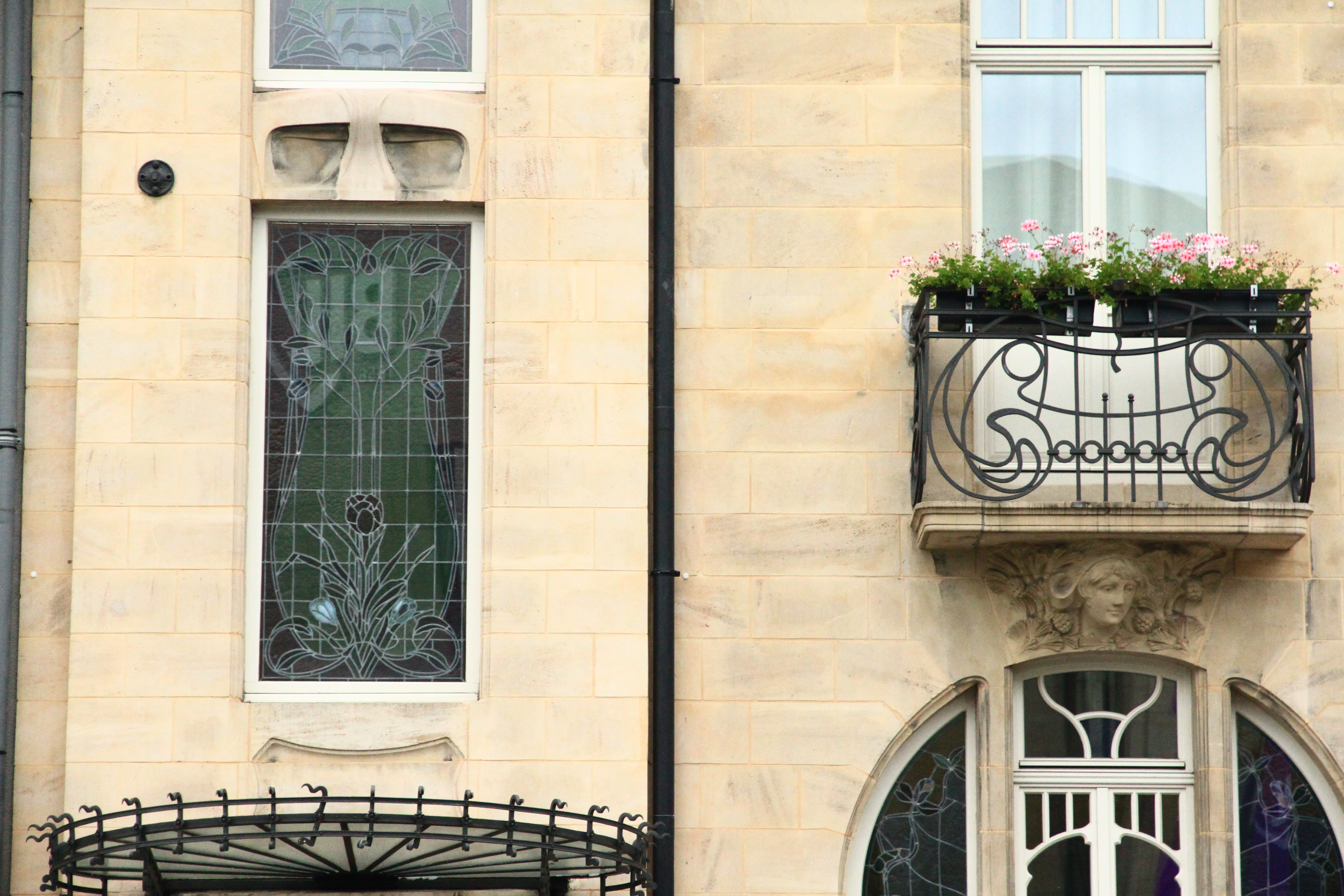
no 60, route d'Esch à Luxembourg
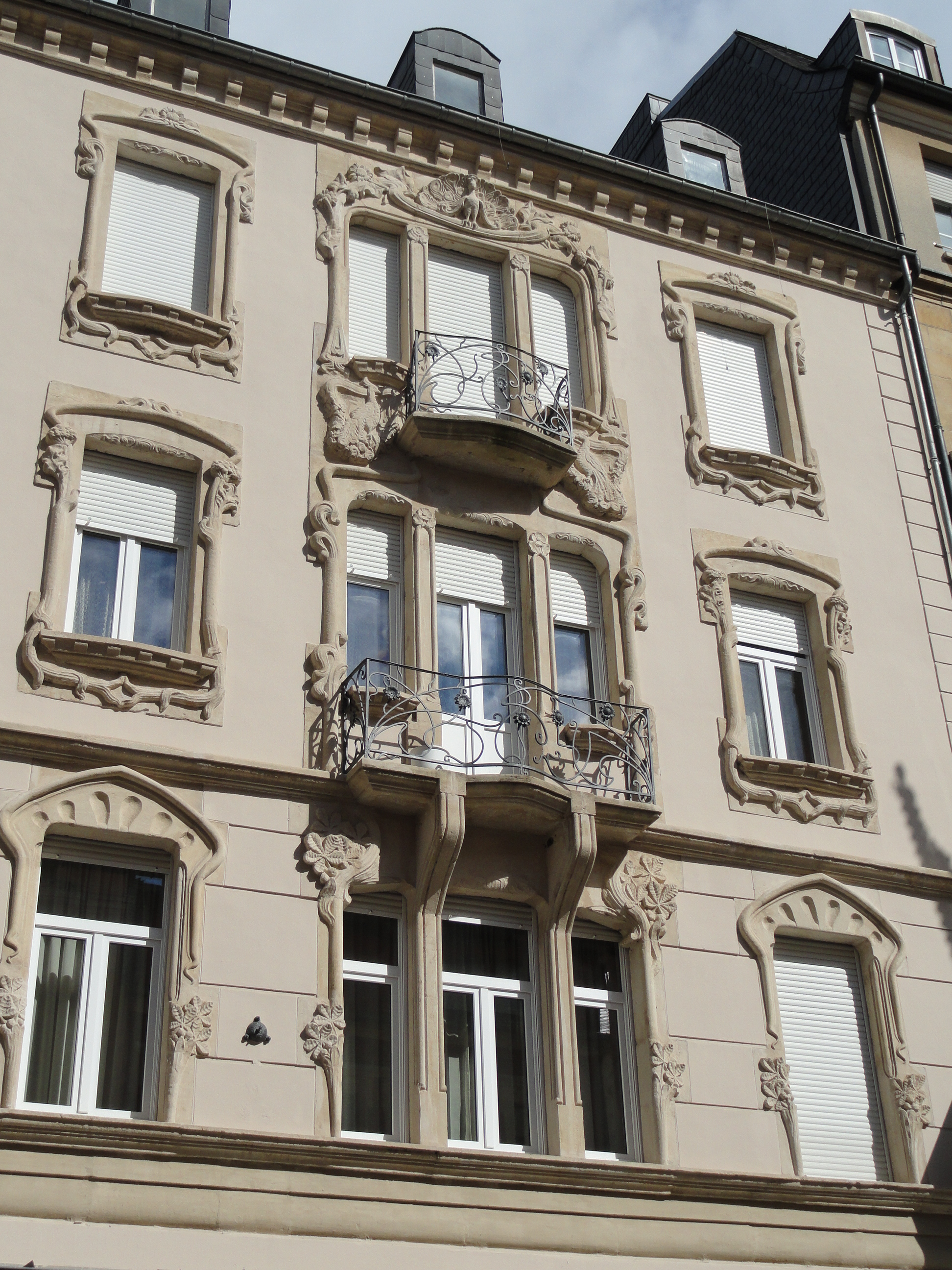
Esch-sur-Alzette, no 4, Rue d'Alzette
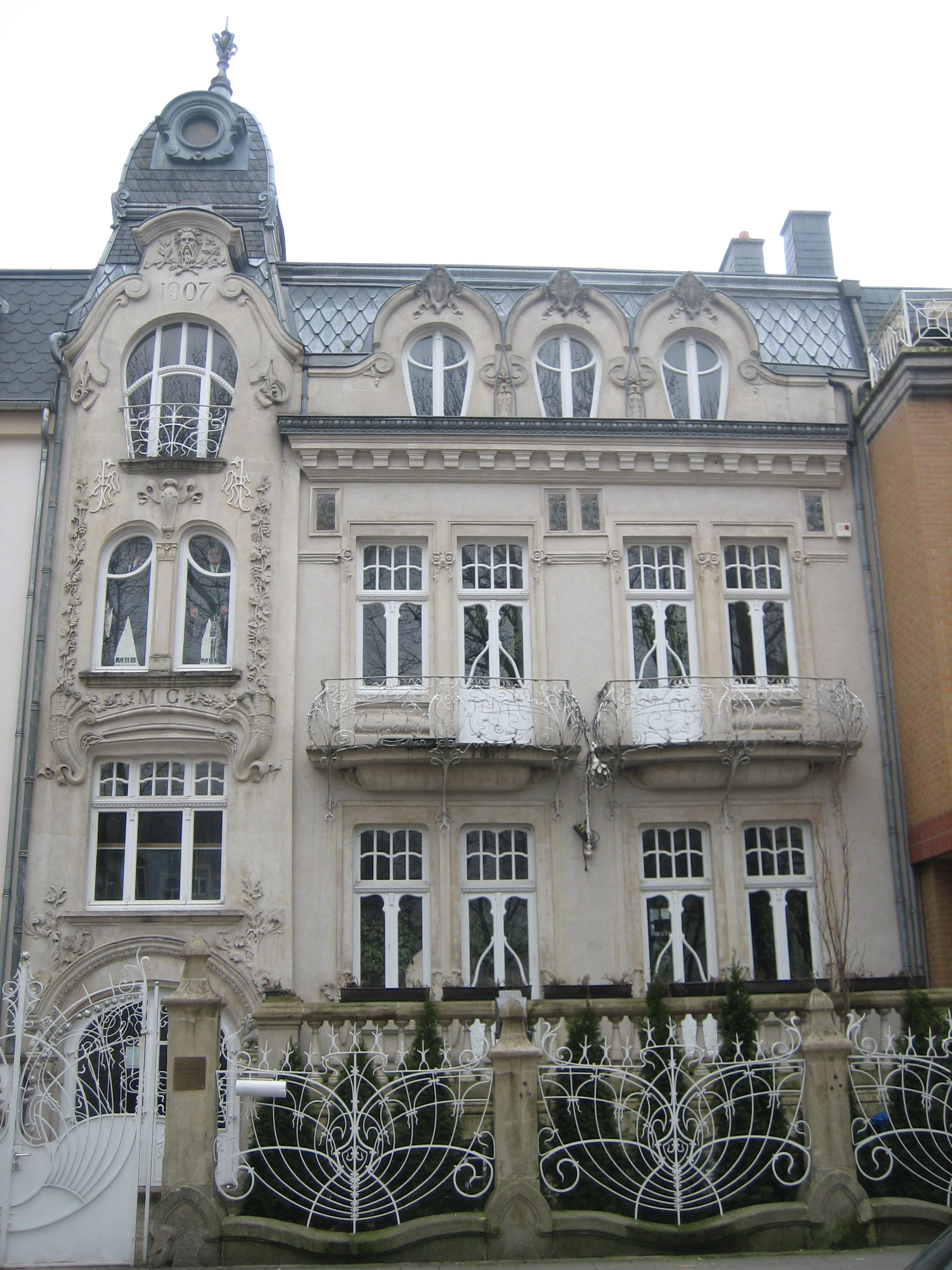
Maison Meder, Esch-sur-Alzette
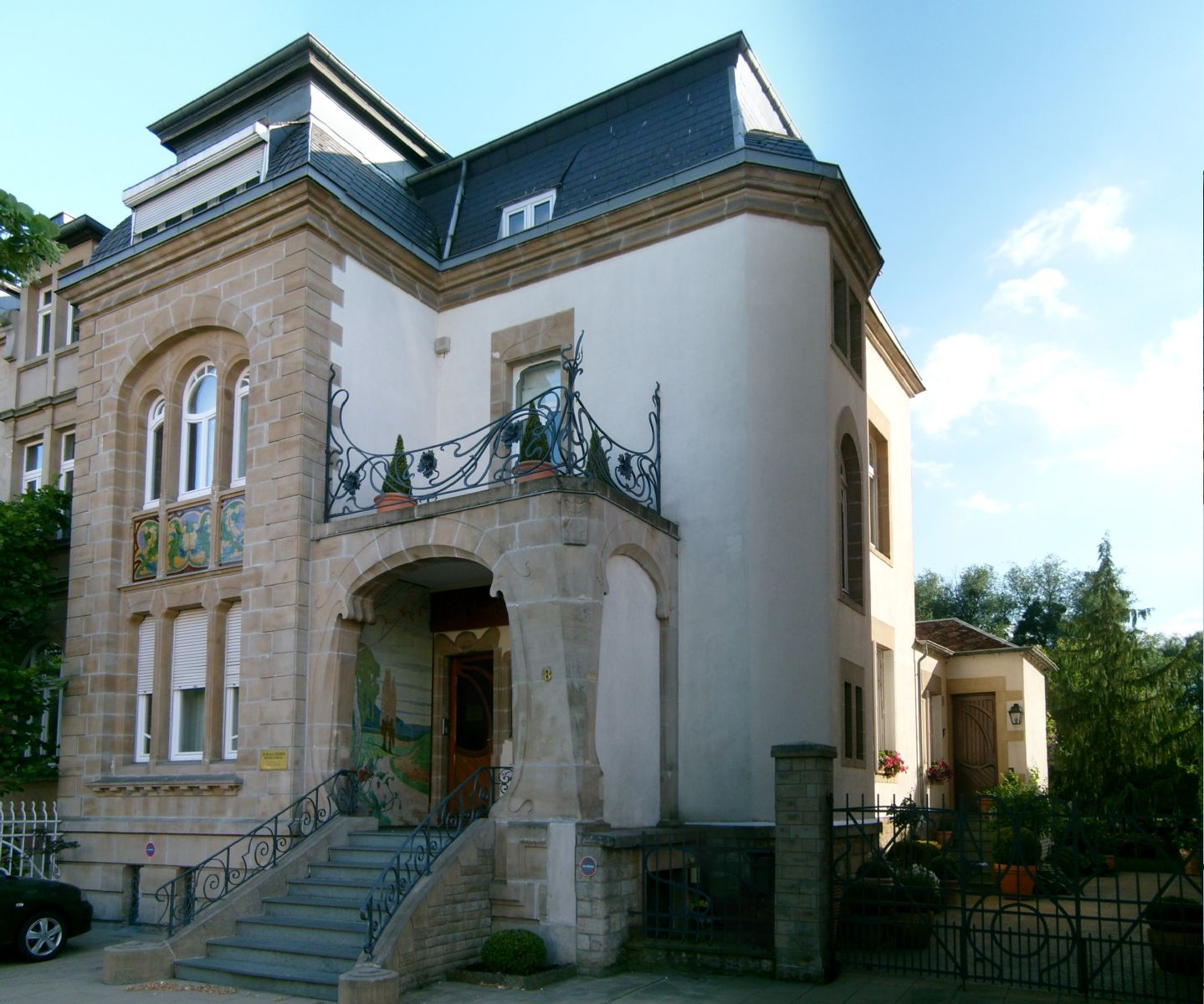
Mondorf-les-Bains, no 8, Avenue des Bains
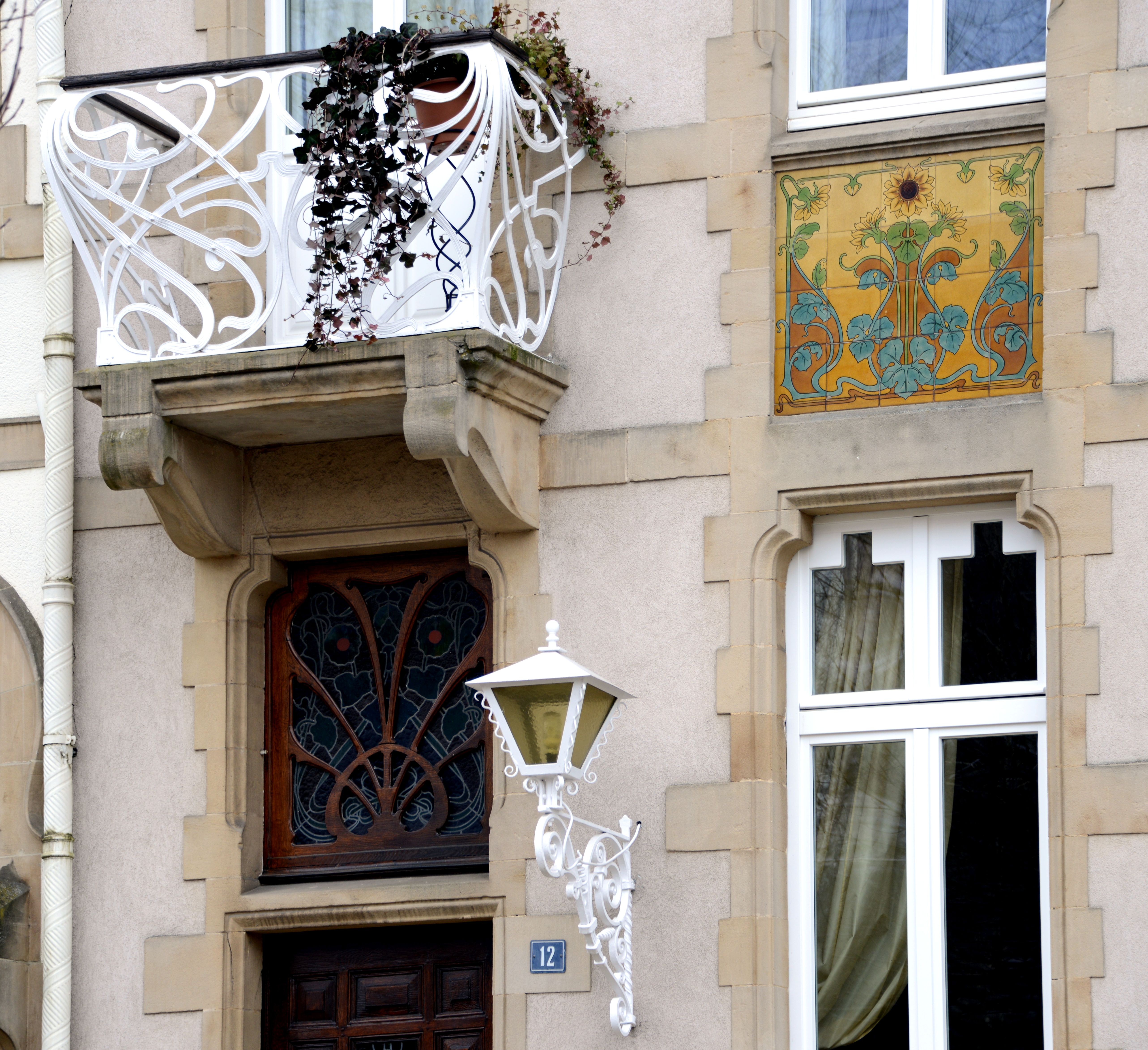
Mondorf-les-Bains, no 12, Avenue des Bains